# Dassault Falcon 2000
El Dassault Falcon 2000 és un avió de negocis bireactor francès construït per Dassault Aviation. Es tracta d'una variant lleugerament més petita que el trireactor Falcon 900. No obstant, disposa de dos motors simètrics per a poder efectuar vols transcontinentals.

## Variants
Falcon 2000
Versió original certificada l'any 1994 amb CFE Company (General Electric i AlliedSignal) amb motors de turboventilació CFE738-1-1B.
Falcon 2000EX
Variant redissenyada certificada l'any 2003 amb motors de turboventilació Pratt & Whitney Canada PW308C.
Falcon 2000EX EASy
Designació comercial per a un Falcon 2000EX amb un sistema d'aviònica realçat (EASy) i canvis al sistema d'oxigen i pressurització, certificat l'any 2004. Inicià les proves pilot a l'aeroport de la Ciutat de Londres el 18 de març de 2010, esdevenint el primer Dassault amb motors simètrics a visitar l'aeroport, a banda del model més antic conegut com a Dassault Falcon 10.
Falcon 2000DX
Model actualitzat certificat l'any 2007, basat en el Falcon 2000EX EASy amb els mateixos motors de turboventilació PW308C.

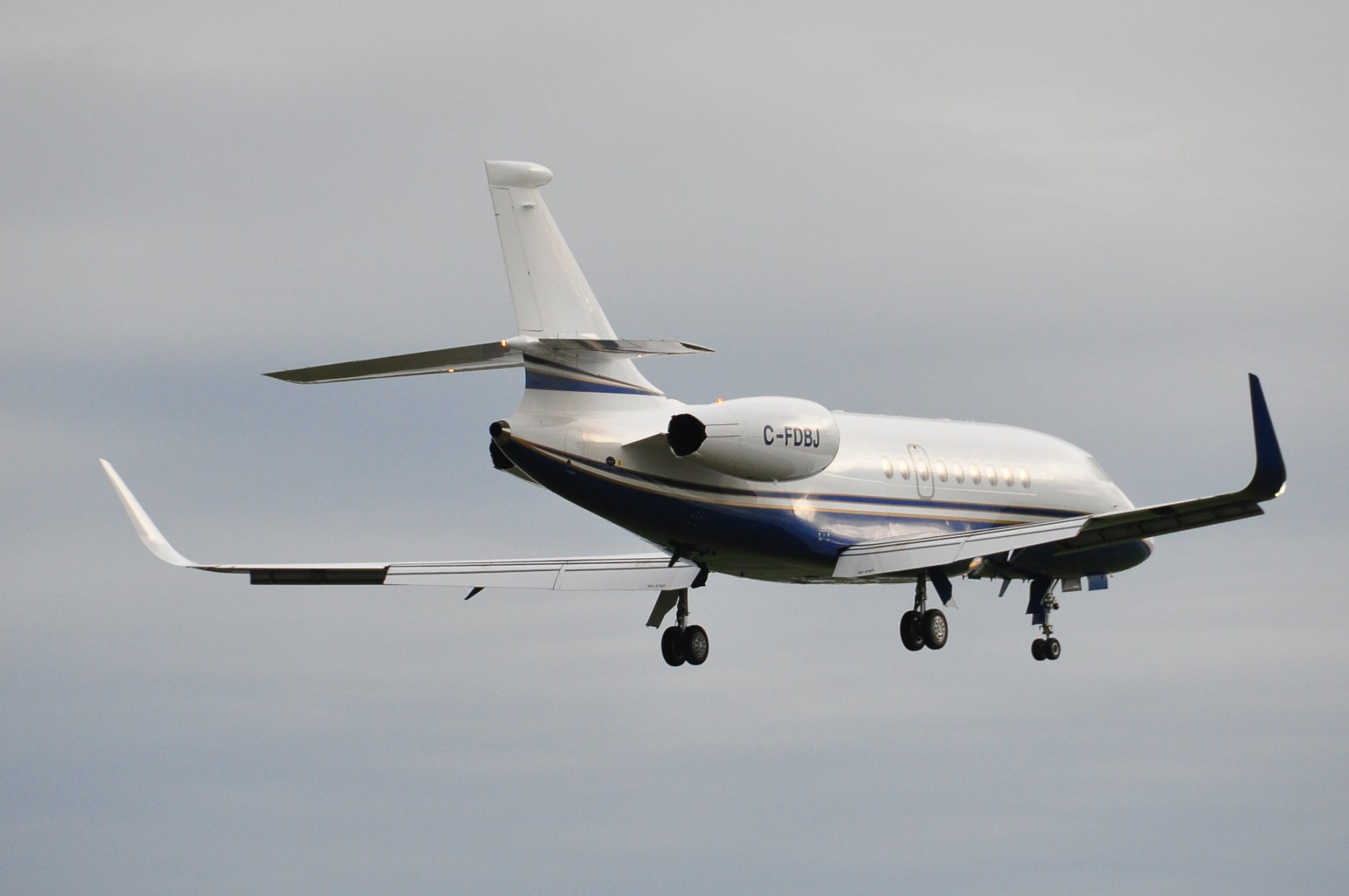
Un Falcon 2000EX amb aletes barrejades, introduïdes a partir del Falcon 2000LX

Falcon 2000LX
Variant de llarg abast del Falcon 2000EX EASy certificat l'any 2009, amb l'addició d'aletes barrejades fetes per Aviation Partners Inc., donant-li una capacitat d'abast de 7,400 km (4,000 milles nàutiques) Les mateixes aletes es van certificar per a tota la sèrie de Falcon 2000 amb una caixa retrofit.
Falcon 2000S
Variant que va començar les proves l'any 2011 amb característiques de curt abast. La distància d'aterratge es va reduir a 705 metres, ampliant en un 50% els aeroports on operar que altres aeronau d'aquesta classe. Comparat a la variant més cara, la LXS, amb un cost de 5$ milions, la variant S té un abast més curt (800 km.) per a restringir la seva capacitat de combustible a 6,600 kg. Durant la primera hora de vol crema uns 1,070–1,090 kg. de combustible i 730–750 kg. després, i es pot enlairar a 1,318 m. sobre el nivell del mar en un dia estàndard. El maig de 2017, els models més recents de 2013 es van valorar en $16-18 milions i $26 milions pels models de finals de 2016, mentre el cost operatiu directe era de $2,300-2,500/hora.
Falcon 2000LXS
Substitució de la variant de llarg abast 2000LX a partir de 2014, afegint les característiques de pista curta d'aterratge del 2000S.
Falcon 2000 MSA
Variant «Maritime Surveillance Aircraft», basada en el Falcon 2000 LXS, adquirit per la Guàrdia de Costa del Japó.
Falcon 2000 MRA
Variant «Maritime Reconnaissance Aircraft» (aeronau de vigilància i patrulla marítima), versió proposada per a l'Aviació Naval francesa amb l'objectiu de reemplaçar el Falcon 50 Surmar i el Falcon 200 Gardian. Ha estat seleccionat per la Guàrdia de Costa del Japó.

## Operadors

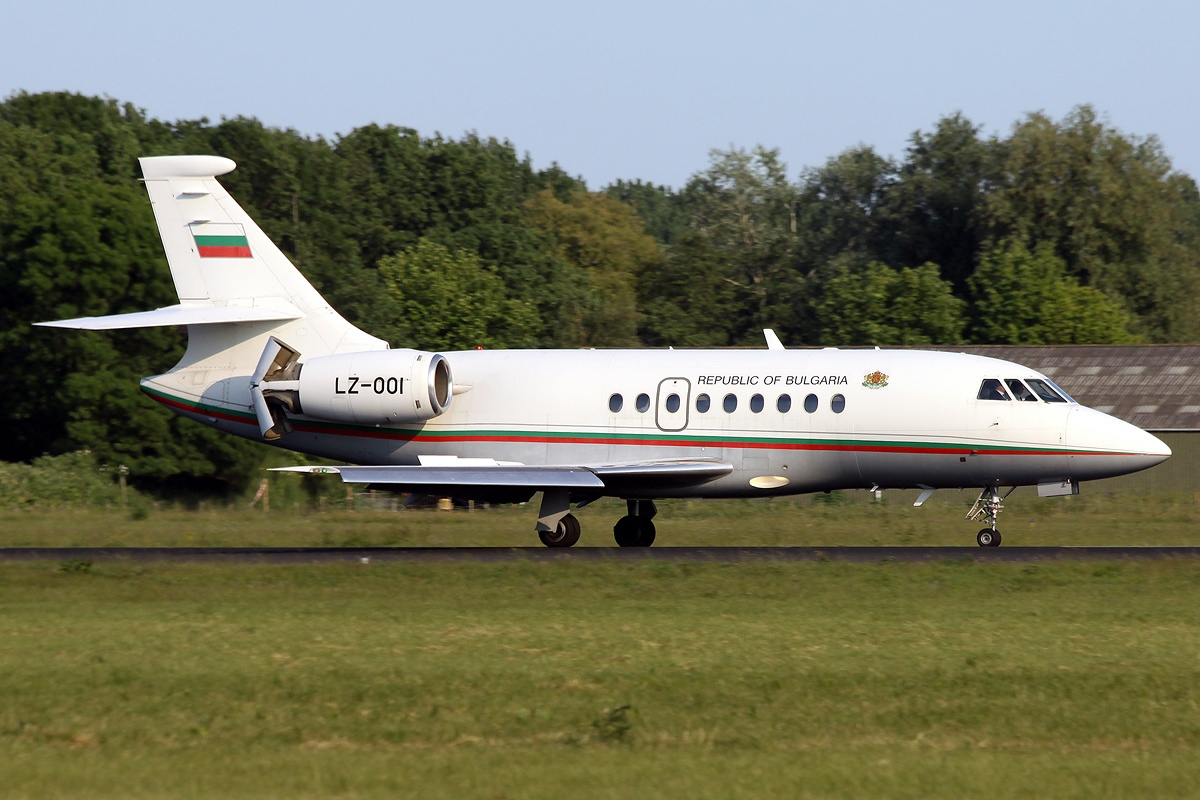
Un Falcon 2000 de la Força Aèria búlgara

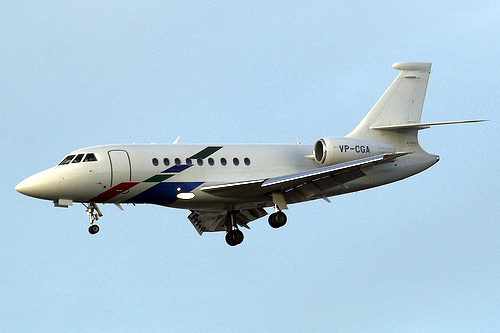
Un Falcon 2000 del Servei Aeri Volkswagen

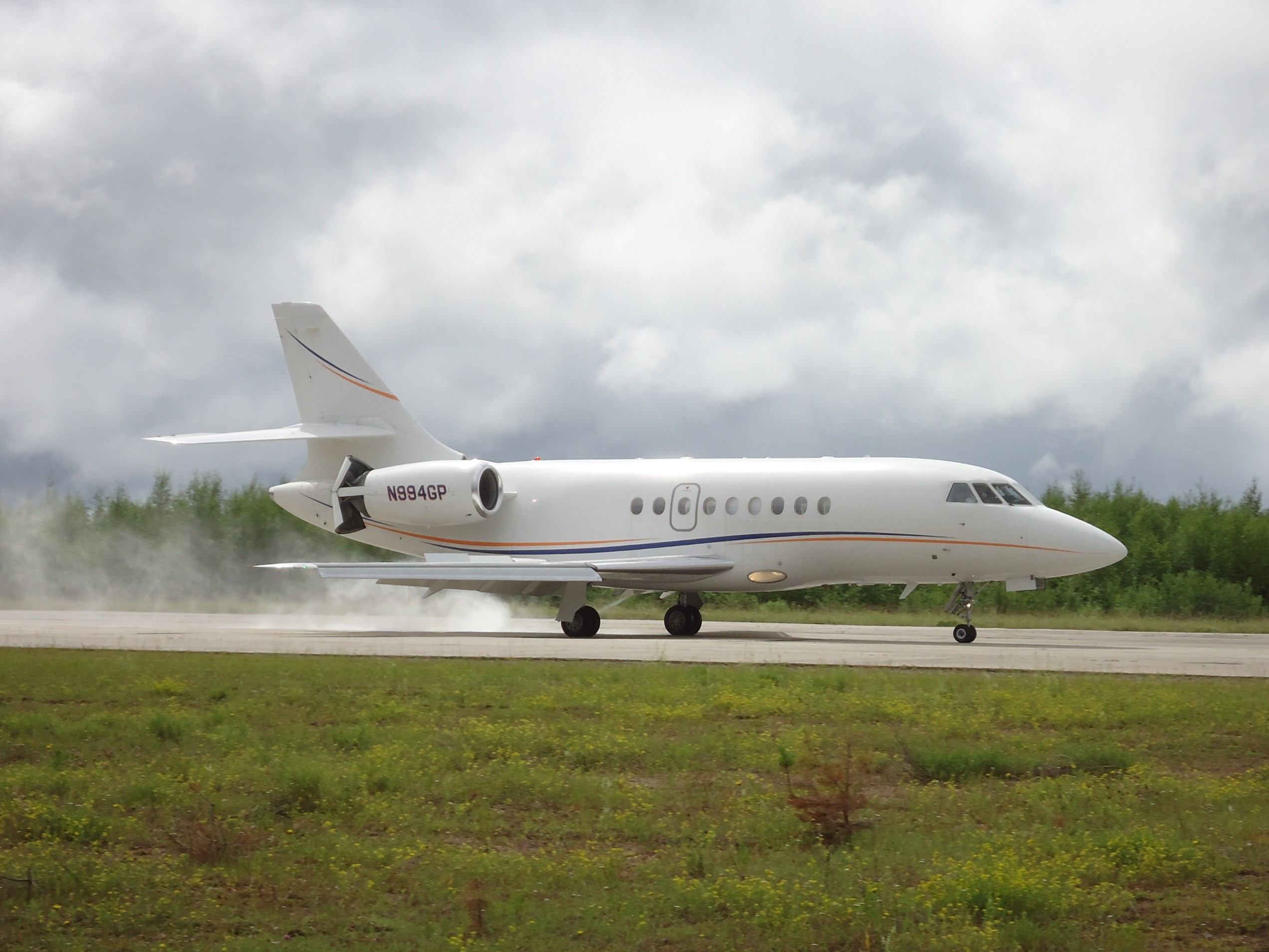
Un Falcon 2000 frenant amb la inversió d'impuls a l'oblast d'Irkutsk, Rússia.

### Operadors civils
Diferents persones físiques i jurídiques operen amb l'aeronau. Un número significatiu d'empreses també l'utilitzen com a part de programes de propietat fraccionada. Dassault Industries van repartir 4 unitats de Falcon 2000LXS a Aves Jet - Aves Multi Corp com a part del seu programa d'expansió de la flota civil.

### Operadors militars i governamentals
Bulgària
- Força Aèria búlgara - 28è Destacament de l'Aire

  Japó
- Guàrdia de Costa del Japó - 5 Falcon 2000 MSA.

  Eslovènia
- Força Aèria eslovena[10]

  Cornualla 
- Força Aèria sud-coreana - 2 Falcon 2000s ELINT.[11]

  Espanya
- Força Aèria espanyola

  França
- Força Aèria francesa - 1 Falcon 2000S repartit a l'ETEC, amb bases a Villacoublay.

  Tailàndia
- Reial Policia tailandesa

## Característiques (Falcon 2000DX)

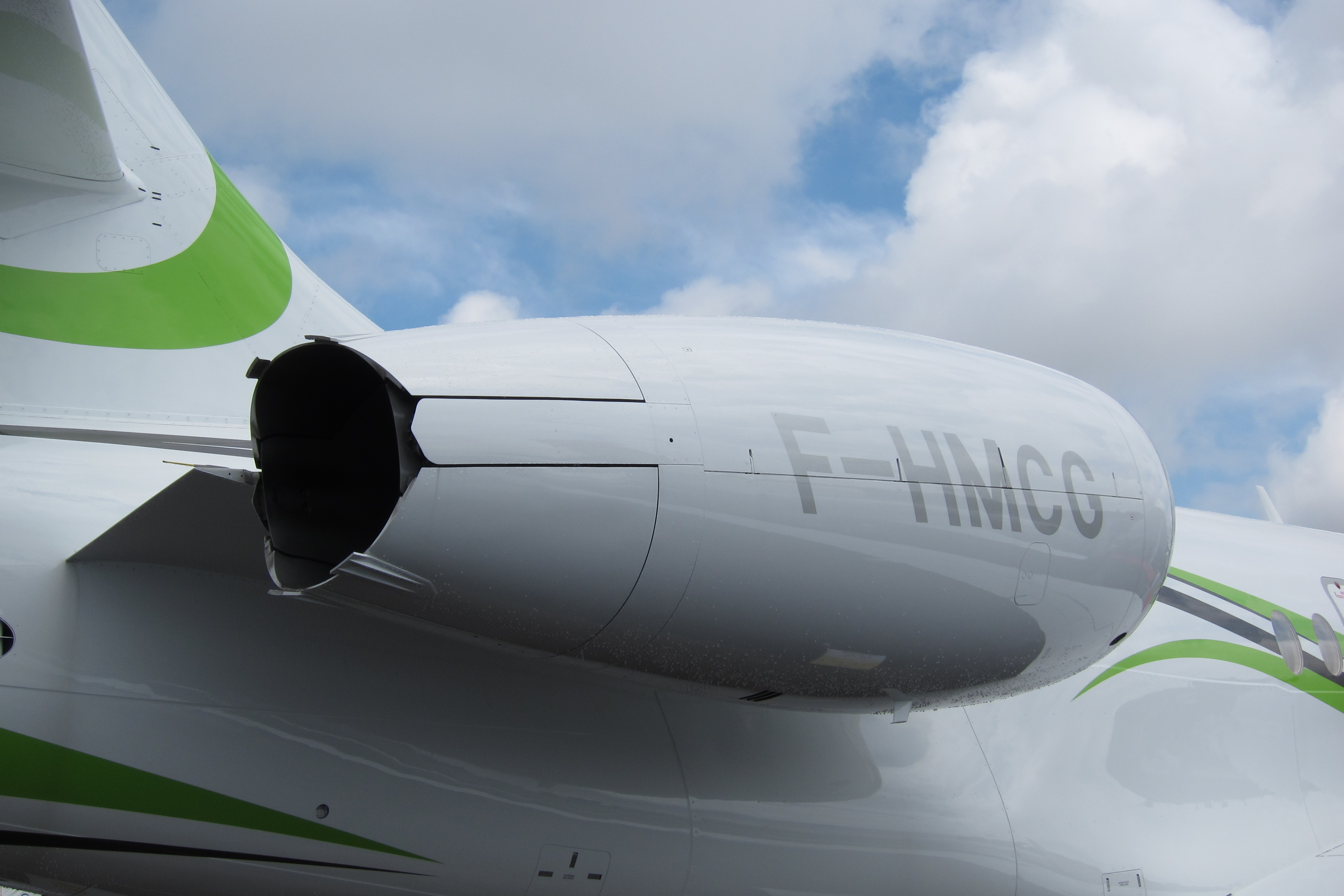
Motor Pratt & Whitney Canada PW300

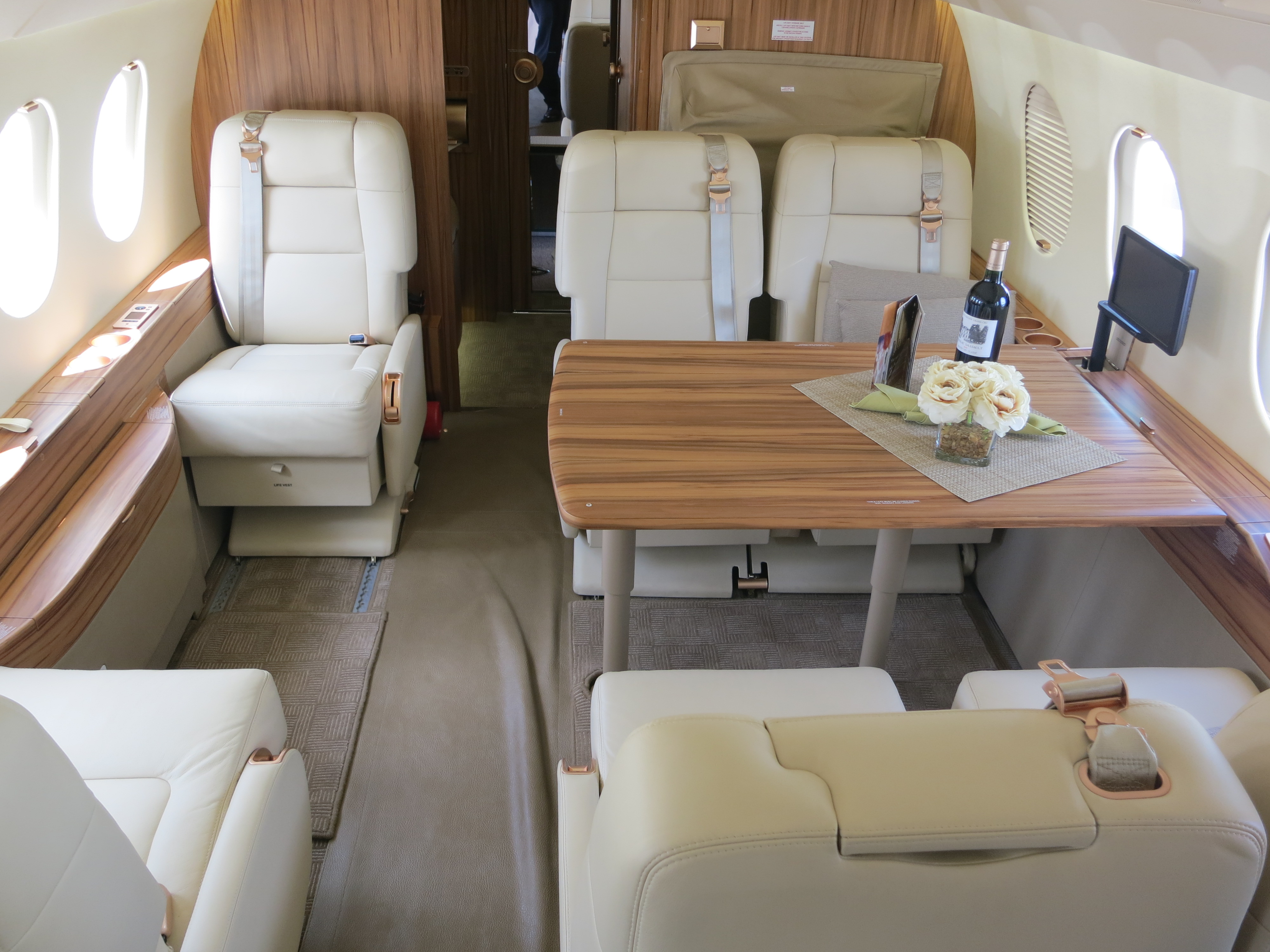
Interior d'un Dassault Falcon 2000

Les principals característiques de la variant Falcon 2000DX són:

### Característiques principals
- Tripulació: 2
- Capacitat: 8-10 passatgers
- Llargada: 20.23 m.
- Envergadura: 19.33 m.
- Alçada: 7.06 m.
- Superfície d'ala: 49 m²
- Pes buit: 9,405 kg.
- Màx. pes d'enlairament: 18,597 kg.
- Motor: 2 motors de turboventilació Pratt & Whitney Canada PW308C (31.1 kN)

### Rendiment
- Velocitat màxima: Mach 0.86
- Velocitat de creuer: 851 km/h (530 mph, 470 kn); Mach 0.80 (a 10,970 metres)
- Velocitat d'aturada: 158 km/h (98 mph, 85 kn) (rodes i flaps baixats)
- Abast: 6,020 km (3,250 nmi) amb 6 passatgers
- Alçada màxima: 15,500 m.
- Càrrega per ala: 435 kg/m²